# 코브라
코브라(포르투갈어: cobra)는 코브라과 코브라속(Naja 나야[*])에 속하는 독사의 총칭이다. 인도코브라를 비롯하여 6종이 있는데, 중앙아시아·남아시아 및 사하라사막을 제외한 아프리카 전역에 분포한다. 몸길이는 1.5-2m 정도이다.

## 개요
보통의 상태에서는 형태적으로 독이 없는 뱀과 큰 차이가 없는데, 위협을 느끼거나 흥분하면, 목의 늑골(肋骨)을 양쪽으로 펴서 몸길이의 약 1/3을 꼿꼿이 세워 격렬하게 숨을 내쉰다. 후드(hood)라 불리는 이 목 부분은 인도코브라가 특히 폭이 넓다. 또 후드의 뒷면에는 다양한 눈알무늬·안경무늬가 있어 안경뱀이라는 별명도 있다. 심하게 흥분하면 몸을 곧추세우고 칙 하고 숨소리를 내면서 덤비는 몸짓을 한다. 처음에는 입을 다문 채로 하는 위협행동에 지나지 않지만, 몸에 위험을 느끼면 문다.

## 독
코브라는 강한 신경독을 가지고 있어 모두가 치명적인 위험종이며, 물리면 사망할 수 있다. 밤에 행동하기 때문에 잘못해서 밟는다든지 하여 피해를 입는 수가 많다. 인도코브라는 우거진 삼림에서부터 넓은 수전지대(水田地帶)까지 분포하고, 낮에는 땅 속의 굴에 숨어 있다가, 밤에 시가지의 공원·도로·인가 등에 나타난다. 또 코브라의 한 종인 링카루스는 검은목코브라와 함께 독니의 구조가 조금 다른 '독을 뿜는 코브라'로서, 위험이 닥치면 적의 눈을 겨냥하여 독을 내뿜는다. 독은 정확히 발사되어 수m 떨어져 있어도 적에게 피해를 준다. 또 길이가 최대 5.85m에 달하는 독사인 킹코브라, 아프리카 중부에 분포하여 주로 물고기를 먹이로 삼는 물코브라 등도 있다.

## 인간과의 관계
코브라는 사람을 보면 잽싸게 도망친다. 그러나 알을 지키는 동안은 놀라기만 해도 공격을 하며, 주로 물고기·새·작은 포유류, 또는 다른 뱀을 잡아먹고 산다. 코브라의 천적은 몽구스로서, 몽구스는 뱀을 공격하는 몸놀림이 매우 빠르다. 뱀잡이수리도 코브라 킬러인데 코브라를 밟아 죽인 후 잡아먹는다.

## 서식지
코브라는 열대 지역 같은 따뜻한 지역에서 주로 서식한다. 주로 아시아에 분포해있으며, 서식하는 국가는 인도, 미얀마, 태국, 캄보디아, 라오스, 베트남, 중국, 말레이시아, 인도네시아, 필리핀, 부탄, 방글라데시 같은 열대 지역 아시아 국가에 서식한다.

## 특징
코브라는 그 위협행동의 습성을 이용한 '코브라춤'으로도 잘 알려져 있다. 물론 이것은 청각이 둔한 뱀이 피리소리에 맞추어 춤추는 것은 아니고, 코브라가 어두운 용기에서 밝은 곳으로 갑자기 나와 피리의 움직임에 의하여 흥분하기 때문이다.

## 같이 보기
- 살모사

## 참고 자료
- 이 문서에는 다음커뮤니케이션(현 카카오)에서 GFDL 또는 CC-SA 라이선스로 배포한 글로벌 세계대백과사전의 내용을 기초로 작성된 글이 포함되어 있습니다.